# Championnats panaméricains de cyclisme de 2011
Navigation
Championnats panaméricains 2010 Championnats panaméricains 2012
Les Championnats panaméricains de cyclisme sont les championnats continentaux annuels de cyclisme sur route et sur piste pour les pays membres de la Confédération panaméricaine de cyclisme. 
Les compétitions se déroulent du 1er au 8 mai, à Medellín en Colombie.
331 sportifs de 30 pays se sont officiellement engagés, ce qui constitue un record. Ces championnats qualifieront les 5 premiers de chaque épreuve sur piste et les 15 premiers des compétitions sur route pour les Jeux panaméricains de Guadalajara, au mois d'octobre. Ils qualifieront également chaque vainqueur pour les prochains championnats du monde à Melbourne et attribueront des points pour une éventuelle qualification pour les prochains Jeux olympiques de Londres. Ce qui peut expliquer le record de participants.
En réalité, selon une interview de José Manuel Pélaez, président de la COPACI, réalisée par le site nuestrociclismo.com, ces championnats qualifieraient les 5 premiers des contre-la-montre hommes et femmes, les 10 premières de la course en ligne femmes et les 15 premiers de la course en ligne hommes.

## Podiums

### Cyclisme sur piste
Les épreuves sur piste se sont déroulées du 1er au 5 mai sur le vélodrome Martín Emilio Cochise Rodríguez de Medellín. 
| Épreuves                | Or                                                                  | Argent                                                                      | Bronze                                                                         |
| ----------------------- | ------------------------------------------------------------------- | --------------------------------------------------------------------------- | ------------------------------------------------------------------------------ |
| Compétitions masculines |                                                                     |                                                                             |                                                                                |
| Kilomètre               | Ángel Pulgar Venezuela                                              | Travis Smith Canada                                                         | Fabián Puerta Colombie                                                         |
| Keirin                  | Fabián Puerta Colombie                                              | Hersony Canelón Venezuela                                                   | Cristian Tamayo Colombie                                                       |
| Vitesse individuelle    | Hersony Canelón Venezuela                                           | Jimmy Watkins États-Unis                                                    | Njisane Phillip Trinité-et-Tobago                                              |
| Vitesse par équipes     | Colombie Jonathan Marín Cristian Tamayo Fabián Puerta               | États-Unis Dean Tracy Jimmy Watkins Michael Blatchford                      | Venezuela César Marcano Ángel Pulgar Hersony Canelón                           |
| Poursuite individuelle  | Arles Castro Colombie                                               | Juan Esteban Arango Colombie                                                | Gonzalo Miranda Chili                                                          |
| Poursuite par équipes   | Colombie Juan Esteban Arango Arles Castro Weimar Roldán Edwin Ávila | Chili Luis Fernando Sepúlveda Gonzalo Miranda Antonio Cabrera Luis Mansilla | Argentine Eduardo Sepúlveda Maximiliano Almada Cristian Martínez Marcos Crespo |
| Course aux points       | Edwin Ávila Colombie                                                | Pablo Seisdedos Chili                                                       | Yans Arias Cuba                                                                |
| Américaine              | Chili Antonio Cabrera Cristopher Mansilla                           | Colombie Edwin Ávila Weimar Roldán                                          | Mexique Cristian Medina Diego Yépez                                            |
| Scratch                 | Carlos Urán Colombie                                                | Cristopher Mansilla Chili                                                   | Ángel Darío Colla Argentine                                                    |
| Omnium                  | Luis Mansilla Chili                                                 | Carlos Linares Venezuela                                                    | Carlos Urán Colombie                                                           |
| Compétitions féminines  |                                                                     |                                                                             |                                                                                |
| 500 mètres              | Lisandra Guerra Cuba                                                | Juliana Gaviria Colombie                                                    | Cristin Walker États-Unis                                                      |
| Keirin                  | Lisandra Guerra Cuba                                                | Cristin Walker États-Unis                                                   | Monique Sullivan Canada                                                        |
| Vitesse individuelle    | Lisandra Guerra Cuba                                                | Monique Sullivan Canada                                                     | Daniela Larreal Venezuela                                                      |
| Vitesse par équipes     | Colombie Diana García Juliana Gaviria                               | Venezuela Daniela Larreal María Esthela Vilera                              | Cuba Lisandra Guerra Ariana Herrera                                            |
| Poursuite individuelle  | María Luisa Calle Colombie                                          | Yudelmis Domínguez Cuba                                                     | Marlies Mejías Cuba                                                            |
| Poursuite par équipes   | Cuba Yudelmis Domínguez Yumari González Marlies Mejías              | Venezuela Angie González Danielys García Lilibeth Chácon                    | Colombie Lorena Vargas Serika Gulumá Adriana Tovar                             |
| Course aux points       | Lilibeth Chácon Venezuela                                           | Arlenis Sierra Cuba                                                         | Cari Higgins États-Unis                                                        |
| Scratch                 | Yoanka González Cuba                                                | Lorena Vargas Colombie                                                      | Íngrid Drexel Mexique                                                          |
| Omnium                  | Marlies Mejías Cuba                                                 | María Luisa Calle Colombie                                                  | Cari Higgins États-Unis                                                        |

### Cyclisme sur route
Les épreuves sur route se sont déroulées les 6 et 8 mai.
| Épreuves                                | Or                         | Argent                    | Bronze                        |
| --------------------------------------- | -------------------------- | ------------------------- | ----------------------------- |
| Compétitions masculines élite           |                            |                           |                               |
| Course en ligne                         | Gregory Panizo Brésil      | Gonzalo Garrido Chili     | Luis Felipe Laverde Colombie  |
| Contre-la-montre                        | Leandro Messineo Argentine | Iván Casas Colombie       | Tomás Gil Venezuela           |
| Compétitions masculines moins de 23 ans |                            |                           |                               |
| Course en ligne                         | Gideoni Monteiro Brésil    | Josué Moyano Argentine    | Cristóbal Olavarría Chili     |
| Contre-la-montre                        | Ramón Carretero Panama     | Daniel Jaramillo Colombie | Jacob Rathe États-Unis        |
| Compétitions féminines                  |                            |                           |                               |
| Course en ligne                         | Clara Hughes Canada        | Evelyn García Salvador    | Theresa Cliff-Ryan États-Unis |
| Contre-la-montre                        | Clara Hughes Canada        | Evelyn Stevens États-Unis | Amber Neben États-Unis        |

## Déroulement des championnats

### 1er mai: La première journée de compétition sur piste
Le vélodrome Martín Emilio Cochise Rodríguez est le théâtre des championnats. Sa piste développe 250 m sur une largeur de 6,50 m. Les virages sont relevés à 45°. Les lignes droites mesurent 37,50 m et les virages, environ 8,50 m. La surface est en résine Recirock. Medellín se situe à une altitude de 1 538 mètres.

Les compétitions ont débuté à 10 heures (heure locale) par les qualifications de la poursuite par équipes hommes. Dix formations nationales participent. La première équipe à devoir s'élancer est le quatuor guatémaltèque, mais une crevaison les feront passer à la fin des qualifications. Ce sont donc les candidats suivants, les Brésiliens qui inaugurent les championnats. Les Colombiens réalisent le meilleur temps avec 4 min 9 s 898. Les quatre coureurs battent leur propre record de la piste qu'ils avaient établi lors des Jeux sud-américains de 2010 (4 min 11 s 338). Ils retrouveront les Chiliens en finale. La finale pour la médaille de bronze opposera les Cubains aux Argentins. Curieusement, ce sont les mêmes finales que lors des Championnats panaméricains de cyclisme de 2010.
La seconde épreuve au programme sont les qualifications de la vitesse par équipes hommes. Treize formations nationales participent. Le record de la piste également établi lors des Jeux sud-américains de 2010 est de 46 s 119. Il est détenu par Leonardo Narváez, Cristian Tamayo et Fabián Puerta pour la Colombie. La première équipe à s'élancer sont les Costariciens. Les États-Unis s'élancent en quatrième position et battent leur record national, tout en établissant un nouveau record de la piste, en 44 s 707. Ils retrouveront en finale les Colombiens qui comme trois autres formations ont aussi battu le record de la piste. Les trios vénézuéliens et canadiens se disputeront le bronze.

À 16 heures locales débute la session de l'après-midi. Ce sont les qualifications de la course scratch hommes qui ouvrent les débats par deux séries. Seuls deux compétiteurs sont éliminés par série. La première série de treize coureurs est remportée par Ángel Darío Colla, tandis que la seconde de quatorze compétiteurs se termine en roue libre après l'abandon de deux concurrents.
La première finale disputée lors de ces championnats est celle du 500 mètres féminin. Quatorze concurrentes étaient engagées, douze y participeront. Elle voit, encore, la victoire de la Cubaine Lisandra Guerra, championne du monde 2008 de la spécialité et double tenante du titre. Juliana Gaviria a détenu le leadership jusqu'à l'ultime série où s'élançait Guerra et doit se contenter de la médaille d'argent.
Puis ce sont les finales de la poursuite par équipes hommes. Lors de la petite finale, les Argentins prennent leur revanche et subtilisent aux Cubains le bronze acquis à Aguascalientes. Juan Esteban Arango, Edwin Ávila, Arles Castro et Weimar Roldán rejoignent le quatuor chilien et décrochent la première médaille d'or pour la sélection colombienne. C'est le cinquième titre consécutif dans cette discipline pour les Colombiens. Ils semblent battre un nouveau record de la piste en 4 min 8 s 549 (temps officieux).
Après les remises de récompense pour les deux premières épreuves, à 18 heures locales, se déroule la cérémonie d'inauguration des championnats. Environ 1500 spectateurs assistent à cette première nocturne.
L'épreuve suivante est la course aux points féminine. Dix-huit concurrentes sont au départ. À la moitié de la course, soit cinq sprints, Cari Higgins et Arlenis Sierra sont en tête avec 13 points, Lilibeth Chácon est seulement cinquième avec 3 points. La Vénézuélienne prend un tour au peloton peu avant le 7e sprint. Et malgré une tentative avortée d'Arlenis Sierra et de Valeria Müller pour prendre un tour, Chácon remporte la course aux points. Sierra est deuxième, Higgins garde le bronze pour deux points devant Müller.
Puis c'est au tour des hommes de disputer la course scratch. Rapidement Cristopher Mansilla prend un tour au peloton. Quatre autres coureurs obtiennent un tour d'avance, ce sont Pablo Seisdedos, Carlos Urán, Darren Matthews et Yans Carlos Arias. Le Colombien Carlos Julián Quintero tente de les imiter mais malgré un demi-tour de piste d'avance, il n'y parvient pas. Lors du sprint final, le classement est comme suit : Carlos Urán, Christopher Mansilla et Yans Carlos Arias. Mais peu de temps après les commissaires disqualifient les Cubains Arias et Leandro Marcos pour sprint illicite, ce dernier aurait aidé le premier à obtenir le bronze, alors que le sprint dans cette épreuve doit être strictement individuel. Ángel Darío Colla récupère la médaille.
Enfin les dernières finales de la soirée, celles de la vitesse par équipes, clôt la réunion. Le Venezuela remporte le bronze face aux Canadiens, dans un temps de 44 s 538, nouveau record de la piste. La finale pour les deux premières places commencent par un faux départ de la sélection américaine. Le premier relais s'achève sur un léger avantage des Colombiens, la course se termine par leur victoire avec seulement 73 millièmes d'avance. Ni l'une, ni l'autre ne battent leur temps du matin. C'est le troisième titre consécutif dans cette discipline pour les pistards colombiens.
Le résumé de la première journée est tiré principalement du minute par minute que nuestrociclismo.com réalise sur les championnats. Campeonato Panamericano de Ciclismo - Día 1, segunda jornada

### 2 mai: Deuxième journée
La journée commence par les qualifications de la poursuite individuelle masculine. Luiz Carlos Ferrão bat lors de la seconde série le record du Brésil, établi l'année précédente par Thiago Nardin, en 4 min 38 s 360 (record national qui sera battu par Gideoni Monteiro). Après huit coureurs sur douze, c'est le Chilien Gonzalo Miranda qui est en tête en 4 min 35 s 951 devant Ferrão. Dans la 5e série, Arles Castro prend le meilleur en 4 min 33 s 942. Mais lors de la dernière série, Juan Esteban Arango prend la tête des qualifications, en 4 min 24 s 973, nouveau record de la piste. Peu après la ligne d'arrivée, il télescope Eduardo Sepúlveda et chute lourdement, Arango est relevé avec une fracture de la clavicule. De plus, Sepúlveda, deuxième temps des qualifications en 4 min 33 s 593, est disqualifié pour s'être abrité derrière Arango, lors des derniers tours. La finale aurait dû opposer Arango et Castro. Ce dernier est titré, Juan Esteban ne pouvant se présenter en finale, il échoue à la seconde place. Pour la troisième place, se retrouveront Monteiro et Miranda.
Deuxième épreuve de la matinée, les qualifications de la vitesse individuelle hommes, quarante compétiteurs y sont inscrits. Vingt-quatre coureurs seront qualifiés pour les 1/16e de finale. Après vingt concurrents, Michael Blatchford est en tête avec un temps de 10 s 415 sur les 200 mètres lancés (Blatchford se classera finalement 9e). Puis son compatriote Kevin Mansker, en 10 s 370, bat le record de la piste et prend la tête de la compétition. Cristian Tamayo, en 10 s 270 (nouveau record), termine premier des qualifications devant Njisane Phillip et Hersony Canelón. Mansker est rejeté à la 6e place provisoire.
Puis c'est au tour des féminines de disputer les qualifications de la poursuite individuelle. Douze sportives sont au départ. Après les six premières, Valeria Müller détient le meilleur temps en 4 min 0 s 185. Lors de la dernière série, María Luisa Calle prend le meilleur temps en 3 min 43 s 492, elle bat le record de la piste qu'elle détenait depuis 2002, en 3 min 44 s 581. Elle affrontera en finale la Cubaine Yudelmis Domínguez. Le bronze sera convoité par Marlies Mejías et Sofía Arreola, 3e et 4e chronos des qualifications. Müller échoue à la 6e place et est éliminée.
La matinée se termine par le premier tour de la vitesse masculine (improprement appelé 1/16e de finale). Aucune surprise n'est à remarquer. Lors des onze premières séries, la tête de série remporte chaque duel. Seul le 12e temps, le Vénézuélien Ángel Pulgar, échoue devant le 13e, le Mexicain Luis Carlos Toussaint.

La soirée commence à 19 heures locales, par les 1/8e de finale de la vitesse individuelle hommes. Le premier duel voit s'affronter la tête de série no 1, Cristian Tamayo, et Luis Carlos Toussaint. Il faut attendre la 4e série pour voir la première surprise et la défaite du tenant du titre, Travis Smith face à Michael Blatchford. Puis les commissaires disqualifient Hersony Canelón. La sélection vénézuélienne fait appel et tout rentre dans l'ordre. C'est ainsi que les six qualifiés pour les quarts de finale sont Tamayo, Blatchford, Canelón, Phillip, Watkins et Mansker. 
Le programme de la nocturne se poursuit par les qualifications de la vitesse par équipes féminine. Sept équipes doivent y participer mais le duo du Costa Rica ne se présente pas. Le meilleur temps est pour le Venezuela, 34 s 673. Le duo rencontrera les Colombiennes, en finale. Cuba et les États-Unis se disputeront la médaille de bronze.  
Puis c'est au tour des repêchages des 1/8e de finale de la vitesse masculine, où Joseph Veloce et Fabián Puerta rejoignent les six premiers qualifiés.   
Peu avant 20 heures se déroulent les premières finales, celles de la poursuite individuelle féminine. Pour la médaille de bronze, la Cubaine Mejías dispose de la Mexicaine Arreola. María Luisa Calle s'adjuge l'or face à l'autre Cubaine Domínguez. Légèrement en tête à mi-course, la Colombienne accentue son avance pour franchir la ligne d'arrivée avec plus de cinq secondes d'avance, en 3 min 45 s 220. Toutefois, elle n'améliore pas son record matinal.
Puis s'enchaînent les quarts de finale de la vitesse hommes, ceux-ci se disputent en deux manches gagnantes, à la différence des 1/8e de finale qui se disputaient en une manche sèche. Lors de la première manche, Njisane Phillip se fait surprendre par le local Fabián Puerta. Par ailleurs aucune surprise, Tamayo, Watkins et Canelón l'emportent. La seconde manche voit Phillip prendre sa revanche et les trois autres se qualifier pour les demi-finales. Lors de la troisième et dernière manche, Njisane Phillip fait respecter la hiérarchie établie lors des qualifications et se qualifie lui-aussi pour une demi-finale. 

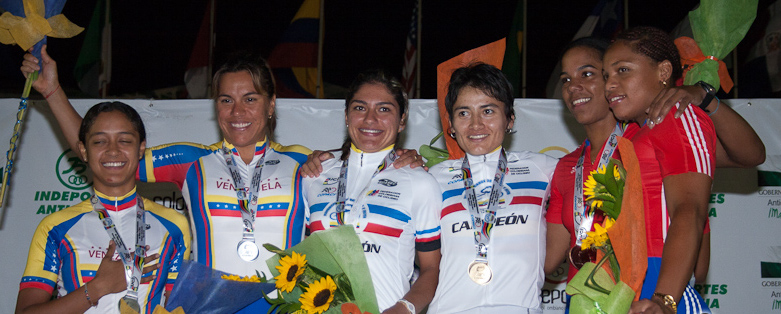
Le podium de la vitesse par équipes.

Entre les deux premières manches des quarts de finale de la vitesse individuelle hommes, se sont disputées les finales de la vitesse par équipes dames. Pour le bronze, les Cubaines Ariana Herrera et Lisandra Guerra ont disposé en 35 s 204, des Américaines Cristin Walker et Tela Crane. En finale, les Vénézuéliennes María Esthela Vilera et Daniela Larreal, pourtant meilleurs temps des qualifications, terminent secondes derrière les locales Diana García et Juliana Gaviria, pour huit centièmes (34 s 852 contre 34 s 772).
Dernières finales de la soirée, la poursuite hommes, le Chilien Gonzalo Miranda reçoit la médaille de bronze pour avoir battu le Brésilien Monteiro. Réglementairement Arles Castro s'aligne au départ de la finale pour constater le forfait de son compatriote Juan Esteban Arango et s'emparer du titre.
La dernière épreuve du jour est la finale de classement pour les places de 5 à 8 de la vitesse hommes. C'est Kevin Mansker qui l'emporte et qui termine donc cinquième de la compétition.
La soirée a vu la visite de Patrick McQuaid, l'actuel président de l'Union cycliste internationale et l'annonce par les organisateurs de la gratuité pour l'entrée au vélodrome et ceci pour le reste de la compétition.
Le résumé de la seconde journée est tiré principalement du minute par minute que nuestrociclismo.com réalise sur les championnats. Campeonato Panamericano de Ciclismo - Día 2

### 3 mai: Troisième journée
Après deux journées épargnées par la météo, le troisième jour de compétition est fortement perturbé par la pluie. 
Avec une heure de retard, la matinée commence par la phase de qualification de la poursuite par équipes dames. Six trios sont inscrits. Les commissaires avaient initialement prévu des duels mais les formations seront lancées une à une. La première équipe à s'élancer est la sélection argentine, qui bat son record national en 3 min 49 s 934. La programmation est interrompue par une pluie légère, après le passage de seulement trois formations. Après vingt-cinq minutes de pause, les Vénézuéliennes battent le record de la piste, en 3 min 37 s 321 et retrouveront, pour la médaille d'or, les Cubaines. La sélection locale disputera la finale pour la troisième place face aux Chiliennes.
Puis c'est au tour des hommes inscrits à l'omnium de prendre possession de la piste avec la première épreuve, le tour lancé (ici 250 mètres). Quatorze participants prennent le départ. Après huit concurrents, Jorge Pérez (13 s 966) est en tête devant l'ancien champion du monde, Walter Pérez (13 s 984). Le dernier à passer et tenant du titre Carlos Urán gagne la première manche et prend, provisoirement, le commandement de l'épreuve combinée, avec un temps de 13 s 767. Il devance Rubén Companioni, le champion 2009 (13 s 884) et Carlos Linares (13 s 941941). Les Pérez sont quatre et cinquième. 
À 11 h 30, la pluie recommence à tomber et l'annulation du programme matinal est annoncée à midi. Le programme de la soirée est avancé à 15 heures locales, puis nouveau délai, la réunion nocturne commencerait à 18 h. 

En fait, c'est à 19 h 30 que les premiers pistards prendront possession du vélodrome, avec les qualifications de la vitesse individuelle féminine. Quinze participantes tenteront de se qualifier, seule face au chronomètre sur la distance de 200 mètres lancés. Après dix compétitrices, c'est la Colombienne Juliana Gaviria qui détient le meilleur temps avec 11 s 682. Elle sera finalement quatrième, derrière Daniela Larreal (11 s 541), Lisandra Guerra (11 s 400) et Monique Sullivan. En 11 s 371, la Canadienne bat le record de la piste, qui était détenu jusqu'alors par Larreal en 11 s 536 (record datant des championnats panaméricains de 2001). 
Deuxième épreuve de la course omnium, la course aux points succède au programme. Elle s'effectue sur une distance de 30 kilomètres soit 120 tours de piste. Après 30 tours, quatre hommes ont pris un tour au peloton et le leader provisoire est le Chilien Luis Mansilla. À mi-course, trois hommes ont maintenant deux tours d'avance et cinq un tour, Mansilla est toujours en tête. Au bout de 90 tours, Mansilla est toujours au commandement avec 11 points d'avance sur le Guatémaltèque Manuel Rodas. À l'arrivée, Mansilla (60 points) remporte la manche devant Rodas (54) et Jorge Pérez (47). Au classement provisoire de l'omnium, quatre coureurs sont aux commandes avec 7 points, Urán, Linares, Jorge Pérez et Mansilla. 
Puis suivent les premières manches des demi-finales de la vitesse hommes, les deux têtes de séries y sont battues. Canelón et Watkins mènent une manche à rien.
Arrivent ensuite les séries qualificatives de la course aux points masculine. Vingt-huit coureurs se présentent avec dans leur rang le tout nouveau champion du monde, Edwin Ávila. Ils sont répartis également dans deux séries. Deux coureurs seront éliminés dans chacune de celles-ci. Seule, la première aura lieu. La pluie refait son apparition et la réunion est définitivement suspendue peu avant 22 h.
Le résumé de la troisième journée est tiré principalement du minute par minute que nuestrociclismo.com réalise sur les championnats. Campeonato Panamericano de Ciclismo - Día 3

### 4 mai: Quatrième journée
La journée est particulièrement chargée avec la fin du programme de la veille (perturbé par les intempéries) et les compétitions prévues initialement pour le quatrième jour.
Le copieux menu commence par la deuxième série de la course aux points hommes qui n'avait pas pu avoir lieu la veille au soir. Très vite, les deuxièmes manches des demi-finales de la vitesse hommes suivent. Cristian Tamayo remporte son duel et égalise à une manche partout. Alors que Njisane Phillip perd une seconde fois face à Hersony Canelón et laisse le Vénézuélien disputer la finale. Vingt minutes plus tard, Jimmy Watkins remporte la troisième manche, et se qualifie. 
Entre les manches des demi-finales de la vitesse hommes se disputent les quarts de finale de la vitesse femmes, sur une manche sèche. Sullivan, Guerra, Larreal et Gaviria remportent leur série. Entre les manches, cette fois, des finales de la vitesse hommes s'est déroulé à 9 h 35, le match de classement pour les places de 5 à 8. C'est l'Américaine Cristin Walker qui termine à la cinquième place en gagnant le sprint.  
Ensuite, arrivent les concurrents de l'omnium, pour leur troisième épreuve, la course à l'élimination. Ils ne sont plus que treize, le Mexicain Mario Contreras ne se présente pas, pour raisons de santé. Luis Mansilla remporte la course face à son dernier contradicteur, Walter Pérez. Carlos Urán termine troisième. Mansilla est, maintenant, seul en tête au classement provisoire de l'omnium, avec 8 points, Urán le suit à 2 points.
À 9 h 15, heure bien matinale pour une finale, se présente la triplette colombienne et les Chiliennes pour le bronze de la poursuite par équipes dames. Après deux kilomètres, les locales sont en avance et petit à petit augmentent l'écart pour s'adjuger la médaille, en 3 min 41 s 788. En 3 min 45 s 666, Claudia Aravena, Francisca Navarro et Daniela Guajardo sont quatrièmes. Puis c'est autour des Vénézuéliennes d'affronter leurs adversaires cubaines pour le titre. Après deux kilomètres, léger avantage pour les Caraïbéennes, celles-ci le conservent et s'emparent de la médaille d'or (la première décernée de la journée), avec un nouveau record de la piste, en 3 min 33 s 981. Leurs rivales, en 3 min 35 s 475, doivent se contenter de l'argent, assorti d'un nouveau record national. 
Ensuite, c'est au tour des finales de la vitesse masculine. Pour le bronze, lors de la première manche, Njisane Phillip bat Christian Tamayo. Résultat confirmé dans la seconde, Phillip s'octroie la médaille. Pour le titre, Jimmy Watkins bat Hersony Canelón. Il démarre son sprint de loin et n'est plus rejoint. Puis, Canelón égalise même s'il faut la photo-finish, pour les départager. Lors de la troisième et dernière manche, le tenant du titre du keirin, Hersony Canelón remporte le sprint et s'empare de la médaille d'or de la vitesse individuelle masculine (malgré un appel devant le jury des commissaires par la délégation américaine). À cette occasion, il devient le premier Vénézuélien champion panaméricain de vitesse individuelle, depuis la création des championnats.
À 10 heures, c'est le grand évènement de la matinée pour les aficionados colombiens du fait de la présence du champion du monde, Ávila. Vingt-quatre coureurs sont au départ de la course aux points masculine. Ils ont à parcourir 120 tours avec un sprint tous les 10 tours. Tout de suite, le rythme est intense et trois coureurs, Edwin Ávila, Luis Fernando Sepúlveda et Cristian Medina, prennent un tour au reste du peloton. Après le 3e sprint, Pablo Seisdedos et Yans Carlos Arias obtiennent également un tour d'avance. À 55 tours de l'arrivée, le peloton est groupé. Après le 9e sprint, Ávila est en tête du classement provisoire avec 40 points devant Sepúlveda (31) et Seisdedos (30). C'est alors que se produit la grande controverse de la course avec l'éviction de Weimar Roldán par les commissaires. Celui-ci aurait tassé dangereusement des concurrents pour favoriser son compatriote Ávila. Puis comme Roldán n'obtempère pas, la course est tout simplement arrêtée, après le 9e sprint. Le jury des commissaires annonce un quart d'heure plus tard qu'Ávila est lui aussi disqualifié. Les coureurs restant sont appelés à prendre un nouveau départ mais ils refusent. Le jury menace alors d'annuler tout simplement la course. Finalement, la décision des commissaires tient en trois points. Premièrement, Roldán est disqualifié. Deuxièmement, Ávila peut poursuivre mais perd le bénéfice des 5 points du sprint où Roldán l'aurait aidé. Et troisièmement, la course reprend pour les 30 tours restant. Trois coureurs, Thiago Nardin, Máximo Rojas et Augusto Sánchez tentent de prendre un avantage sur le peloton, sans succès. Même si, cela leur permet de disputer entre eux les 11e et 12e sprints. Le classement officieux annonce Ávila vainqueur devant les deux Chiliens Sepúlveda et Seisdedos. Après deux heures de délibération, le résultat officiel tombe. Edwin Ávila est déclaré champion panaméricain, avec 32 points. Il devance Pablo Seisdedos (31 points) et Jans Carlos Arias (30). Sepúlveda se retrouve finalement quatrième, avec également 30 points.      
Le programme se poursuit avec les premières manches des demi-finales de la vitesse dames. Monique Sullivan bat Juliana Gaviria tandis que Lisandra Guerra prend le meilleur sur Daniela Larreal. Les deuxièmes manches confirment ces résultats et Sullivan rencontrera Guerra pour l'or et Gaviria tentera de chercher le bronze face à Larreal.
Entre les deux manches de vitesse dames, ce sont les séries qualificatives du keirin masculin qui prennent place sur la piste. Trente-trois compétiteurs en décousent. Seuls les vainqueurs sont directement qualifiés pour le tour suivant. Joseph Veloce remporte la première devant le tout nouveau champion de vitesse, Canelón. La seconde est remportée par Fabián Puerta qui donc se qualifie. Dans la troisième, le vainqueur s'appelle Njisane Phillip. Travis Smith gagne dans la quatrième. Cristian Tamayo et Ángel Pulgar se partagent les deux dernières.
La poursuite individuelle, quatrième épreuve de l'omnium masculin, suit au programme. Ils ne sont plus que douze participants. Le Trinidadien Adam Alexander qui avait chuté dans la course à l'élimination ne se présente pas. Après huit concurrents, Walter Pérez devance Rubén Companioni. Ils termineront quatre et cinquième, derrière Carlos Urán, Luis Mansilla et le vainqueur de la manche, Carlos Linares. Mansilla accentue légèrement son avance au classement général provisoire, avec 10 points. Il devance Linares et Urán de trois longueurs.
Le repêchage du keirin masculin lui succède. Seuls les vainqueurs de chaque série sont qualifiés et rejoindront les demi-finales où les attendent les six premiers qualifiés. Hersony Canelón, Mauricio Quiroga, Leandro Bottasso, Alejandro Mainat, Jimmy Watkins et Kevin Mansker sont les heureux élus. 
Pour finir le programme de la troisième journée, interrompue la veille, il reste la première manche de l'omnium féminin. Onze participantes se présentent au tour lancé (250 mètres également pour les femmes). Marlies Mejías devance dans l'ordre Cari Higgins et María Luisa Calle.     
À 19 heures, commence véritablement le programme de la quatrième journée. Ce sont les filles de l'omnium qui ouvre les débats avec la seconde épreuve de leur compétition, la course aux points. Entre le troisième et le quatrième sprint, l'Équatorienne María Eugenia Parra et l'Argentine Talia Aguirre prennent un tour au peloton. Puis entre le cinquième et sixième sprint, la Costaricienne Marcela Rubiano prend, elle aussi, un tour d'avance. Après 60 des 80 tours à parcourir, elles sont en tête du classement provisoire. Les deux derniers sprints ne changent pas le tiercé de tête, Rubiano avec 35 points gagne la course devant Parra, 27 points et Aguirre, 25.  
On enchaîne avec les demies du keirin masculin, deux séries de six coureurs avec les trois premiers qui se qualifient pour la finale. Christian Tamayo remporte son sprint et se qualifie en compagnie de Joseph Veloce et de Alejandro Mainat. Dans la seconde, le tenant du titre, Canelón remporte la course. Fabián Puerta et Travis Smith l'accompagnent en finale.
Puis c'est la cinquième épreuve de l'omnium masculin, la course scratch, sur une distance de 15 kilomètres. Walter Pérez, Rubén Companioni, Robson Dias et Jorge Pérez prennent un tour au reste du peloton. Luis Mancilla puis Manuel Rodas réussissent la même chose, mais, eux, en solitaire. À 15 tours de l'arrivée, Rodas en compagnie de Mansilla et de Jorge Pérez obtient un second tour d'avance. Walter Pérez, Companioni et Dias font de même. Puis, Rodas, Mansilla et Jorge Pérez surenchérissent en prenant un troisième tour d'avance tandis que José Ragonessi prend son premier. Le sprint final est remporté par Carlos Linares. Luis Mansilla gagne la course devant ses deux compagnons de fugue Jorge Pérez et Manuel Rodas. C'est une très bonne opération pour Mancilla, au classement général, puisque ses deux rivaux Linares et Urán terminent respectivement huit et dixième. Le Chilien possède 11 points, son second devient Jorge Pérez, avec 19 points, Linares est troisième avec 21 points. Urán et Walter Pérez suivent avec 23 points.  

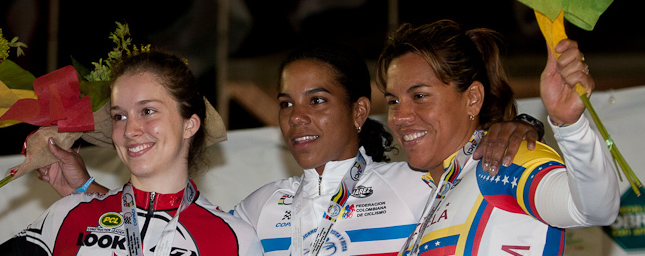
Le podium de la vitesse individuelle.

Les finales de la vitesse dames arrivent. Pour la troisième place, Larreal s'octroie la première manche. Pour l'or, Guerra en fait de même. Copie conforme dans les secondes manches, Daniela Larreal gagne le sprint et s'empare de la troisième marche du podium. Lisandra Guerra dispose de Monique Sullivan et remporte le titre, Sullivan devant se contenter de la médaille d'argent.  
Entre les deux manches de vitesse féminine, s'est déroulé la troisième épreuve de l'omnium femmes, la course à l'élimination. Cari Higgins remporte la course, réglant sa dernière adversaire, Angie González, María Luisa Calle finit, quant à elle, troisième. Au classement provisoire de l'omnium, Higgins, avec 8 points, devance de 2 points González, et de 4, Mejías et Calle.
Le programme se poursuit avec le keirin masculin. Pour la course de classement de la 7 à la 12e place, Njisane Phillip gagne le sprint et finit la compétition septième. Dans la grande finale, on assiste à un match entre les deux Colombiens et le Vénézuélien. Les premiers mettent en application la stratégie, mise au point par leur directeur technique, John Jaime González. Lorsque le derny libère les finalistes, ils bloquent le tenant qui attend la faille. Dans les cinquante derniers mètres, Fabián Puerta garde fermement la corde et remporte la médaille d'or tandis que Hersony Canelón réussit à sauter Cristian Tamayo pour la deuxième place.
La sixième et dernière manche de l'omnium masculin est la compétition suivante. Le kilomètre départ arrêté sera décisif pour le podium. José Ragonessi détient le meilleur temps après six coureurs (il finira septième). Luis Mansilla gagne le titre avec 14 points, au bénéfice de sa troisième place. Carlos Urán gagne l'épreuve du kilomètre. Avec 24 points, il déloge du podium Jorge Pérez, seulement sixième, qui termine avec 25 points. Mais ne parvient pas à subtiliser la médaille d'argent à Carlos Linares, deuxième du kilomètre, qui finit l'omnium avec 23 points.

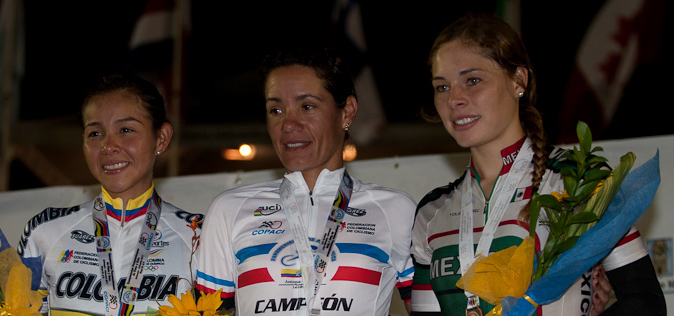
Le podium de la course scratch.

Dernière compétition de la journée, la finale de la course scratch féminine. Douze participantes se présentent. Malgré de nombreuses tentatives de fugue, aucune compétitrice ne prendra un tour d'avance, la Chilienne Francisca Navarro échouant à seulement trois tours de l'arrivée. C'est au sprint que se joue le titre. La Cubaine Yoanka González obtient sa première médaille d'or depuis 2008. Elle devance la Colombienne Lorena Vargas et la Mexicaine Íngrid Drexel. La cérémonie protocolaire du podium de la course scratch est le dernier évènement de cette longue journée au vélodrome Martín Emilio Cochise Rodríguez.
Le résumé de la quatrième journée est tiré principalement du minute par minute que nuestrociclismo.com réalise sur les championnats. Campeonato Panamericano de Ciclismo - Día 4

### 5 mai: Cinquième et dernière journée de compétition
On retrouve les compétiteurs à 9 heures pour la manche qualificative du keirin féminin. Seize participantes sont réparties dans trois séries, les deux premières de chaque passent en demi-finales. Dans la première, Lisandra Guerra s'impose devant Juliana Gaviria ; les deux se qualifient. La série suivante est gagnée par Diana García, elle devance Daniela Gaxiola. La troisième voit Monique Sullivan, vainqueur, se qualifier avec Daniela Larreal. Lors des deux séries de repêchages, elles ne seront plus que neuf pour prétendre aux six dernières places pour les demi-finales. Cristin Walker en profite pour se qualifier.
La quatrième épreuve de l'omnium féminin, la poursuite individuelle est programmée, entre ces tours de keirin. Cinq compétitrices passent sous les 4 minutes, María Luisa Calle remporte la manche en 3 min 45 s 692. Elle devance Cari Higgins (3 min 50 s 818), Angie González et Marlies Mejías, quatrième. Au classement provisoire, toujours aux commandes, Higgins avec 10 points, mais maintenant, elle précède Calle et González de 3 points et Mejías de 6.

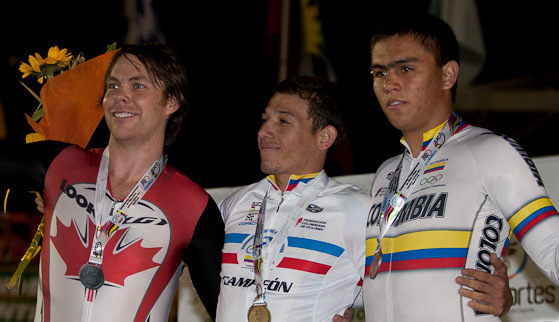
Le podium du kilomètre.

La dernière session nocturne des championnats commence à 19 heures locales. Les premiers à s'élancer sont les vingt-deux candidats au titre du kilomètre départ arrêté. Après neuf concurrents, l'Américain TJ Mathieson (1 min 3 s 801) devance son compatriote Kevin Mansker (1 min 4 s 302). Il faut attendre la dixième série pour que la hiérarchie soit bousculée. Travis Smith s'empare de la tête du classement provisoire, avec 1 min 3 s 054. Tandis que Jonathan Marín s'intercale en 1 min 4 s 051. La onzième et ultime série transforme radicalement le podium final. En effet, Ángel Pulgar gagne son duel, en 1 min 2 s 943 et remporte la médaille d'or, tandis que le vaincu, Fabián Puerta (1 min 3 s 404) se console avec la médaille de bronze. Seul, Smith peut s'intercaler entre eux. Toutefois, Pulgar ne bat pas le record de la piste, toujours détenu par le Colombien Wilson Meneses en 1 min 2 s 270 (temps réalisé lors de ses championnats nationaux, en 2002).  
Puis c'est au tour de la cinquième épreuve, la course scratch, de l'omnium féminin de prendre possession du vélodrome. À mi-course (soit 20 tours), le rythme est tranquille, le peloton des onze participantes reste groupé. À 9 tours de l'arrivée, le groupe est toujours compact. la course se termine par un sprint où Mejías devance Aguirre et Calle. Higgins ne finit que septième. Le classement général provisoire en est modifié. María Luisa Calle passe aux commandes avec 16 points et devance, maintenant, Cari Higgins et Marlies Mejías d'un point. Angie González suit avec 18 points. Le podium se jouera entre ces quatre là, la cinquième, Talia Aguirre a déjà 26 points.
Les demi-finales du keirin dames arrivent juste après. Dans la première série, Lisandra Guerra gagne devant Monique Sullivan et Cristin Walker. Celles-ci se qualifient pour la finale. Dans la seconde, Diana García finit en tête. Elle sera accompagnée en finale de Daniela Larreal, deuxième et de Juliana Gaviria, troisième. 
Dix duos se présentent pour la dernière compétition masculine de ces championnats, la course à l'américaine. Ils parcourront 160 tours de piste avec huit sprints tous les 20 tours. Dès le début, la paire colombienne mène les débats à un rythme effréné. Au bout de 10 tours, Les Colombiens rejoignent les premiers retardataires vénézuéliens et équatoriens, qui perdent donc un tour. Au bout de 30 tours, les Mexicains tentent de prendre un tour, en compagnie des Brésiliens, ce qui a pour effet de faire perdre un second tour aux Équatoriens. Au bout de 50 tours, les Brésiliens sont en tête du classement général provisoire devant le Mexique. À mi-course, ils ne sont plus que huit paires, les Guatémaltèques et les Équatoriens ont abandonné. C'est au tour des Brésiliens de tenter de prendre un tour d'avance, ils sont pris en chasse par les Colombiens et les Argentins. À 50 tours de l'arrivée, les Brésiliens mènent avec 17 points devant les Mexicains, 11, les Chiliens, 9 et les Colombiens 8. Après le sixième sprint qu'ils remportent, les Chiliens sont deuxièmes. C'est alors qu'arrive une chute qui met à terre Edwin Ávila, un Brésilien et un Mexicain. Les Brésiliens sont obligés d'abandonner tandis que les Chiliens profitent de la désorganisation de leurs adversaires pour remporter le septième sprint et s'emparer de la tête de la course. Lors de l'ultime sprint, les Argentins finissent devant les Colombiens. Mais ce sont eux qui font la bonne opération en subtilisant la médaille d'argent aux Mexicains. Antonio Cabrera et Cristopher Mansilla sont champions panaméricains alors que les Argentins échouent à la quatrième place.

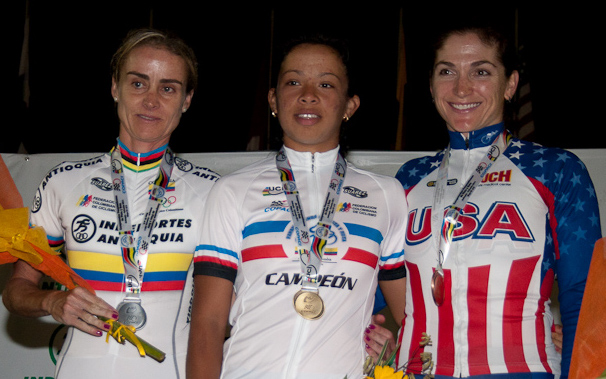
Le podium de la course omnium.

Se présentent les spécialistes de l'omnium féminin. Leur dernière épreuve est le 500 mètres départ arrêté. Paola Muñoz réalise 38 s 730, meilleur temps des sept premières concurrentes à passer. Angie González lui subtilise le meilleur temps puis c'est au tour de Marlies Mejías d'en faire de même, en 36 s 996. Ne restant plus que deux concurrentes à s'élancer, la Cubaine est déjà sur le podium final. Cari Higgins réalise le troisième temps devant María Luisa Calle. Le podium est Mejías, vainqueur avec 18 points, devant Calle et Higgins avec 20 points. González, avec également le même nombre de points, échoue au pied du podium.        
Les championnats panaméricains de cyclisme sur piste 2011 se terminent avec le keirin féminin. Le match de classement de la 7e à la 12e place précède la finale. Daniela Gaxiola finit septième en remportant la manche de classement. Pour la médaille d'or, Lisandra Guerra remporte la course pour la troisième fois consécutivement, elle devance trois finalistes qui terminent sur la même ligne. Cristin Walker termine seconde devant Monique Sullivan, Daniela Larreal est quatrième. Les deux Colombiennes finissent cinq et sixième.
Le résumé de la cinquième journée est tiré principalement du minute par minute que nuestrociclismo.com réalise sur les championnats. Campeonato Panamericano de Ciclismo - Día 5

### 6 mai: lescontre-la-montreindividuels
Les contre-la-montre des championnats se déroulent le 6 mai sur un parcours développant 24,2 km. Le départ et l'arrivée se situent à San Antonio de Pereira (dans la municipalité de Rionegro). Les coureurs iront jusqu'à La Ceja et reviendront en sens inverse. Les hommes feront cet aller-retour deux fois (soit 48,4 km), les femmes une fois. Le tracé est plat, puisque le point culminant du parcours se situe à 2 059 m, le point le plus bas à 2 053 m. Le tracé a été modifié durant les championnats puisqu'il était initialement prévu un circuit de 17 km dans la ville de Medellín.

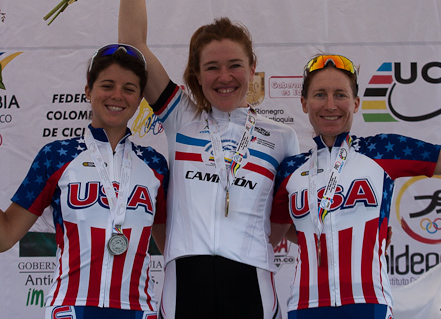
Le podium du contre-la-montre féminin.

À 10 heures locales, la première des vingt-sept engagées doit s'élancer pour son parcours. Deux concurrentes ne se présentent pas au départ et Giuseppina Grassi, vainqueur en 2009, est disqualifiée pour non-conformité de sa machine. Après le passage de onze concurrentes, le temps de référence est détenu par Evelyn Stevens, en 26 min 27 s 019. La vingtième participante, Valeria Müller s'approche de ce chrono sans toutefois l'améliorer (27 min 20 s 992). Les trois dernières compétitrices à prendre le départ modifient le podium. En effet, Clara Hughes réalise 25 min 59 s 203, s'empare des commandes et décroche le titre. Amber Neben, elle, déloge du podium final Müller, en s'adjugeant le bronze en 26 min 42 s 956. Alors que l'ultime engagée, la tenante du titre, Paola Madriñán échoue dans sa tentative de conserver son bien, elle terminera neuvième.

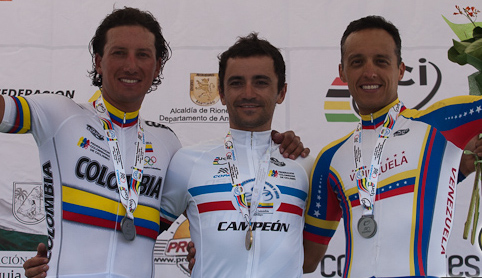
Le podium du contre-la-montre Élite.

Trente-deux hommes sont engagés. Ils sont répartis en deux vagues. Les dix-sept premiers doivent partir de 11 h à 11 h 17. Les quinze suivants sont libérés de 12 h 16 à 12 h 30. Un trente-troisième, engagé de dernière minute, Kurt Maraj de Sainte-Lucie, est rajouté au programme. C'est lui qui part en premier. De plus, pour le Costa Rica, Henry Raabe est remplacé par Gregory Brenes. Avec un léger retard, à 11 h 25, tous les concurrents de la première vague sont partis. Le classement final du premier groupe présente Leandro Messineo (48 min 51 s 612) comme leader, devant Tomás Gil (49 min 50 s 545) et le premier espoir Ramón Carretero (49 min 53 s 911). 
À 12 h 32, tous les concurrents du second groupe se sont élancés. Au premier passage (à mi-course), le tenant Iván Casas est en tête avec un temps de 24 min 8 s, Leandro Messineo étant passé en 24 min 17 s. Casas réalise le meilleur temps de la seconde vague de concurrents, en 48 min 54 s 626. Mais cela ne lui permet pas de conserver son titre, échouant pour trois secondes. Messineo lui a repris sur le second tour, quelque douze secondes. Gil monte sur le podium. Et le Panaméen Ramón Carretero, médaillé de bronze en 2010, est déclaré vainqueur des moins de 23 ans. Il devance de dix secondes le Colombien Daniel Jaramillo. Sept des huit meilleurs temps ont été réalisés par les concurrents partant dans le premier groupe.  
Le résumé des contre-la-montre est tiré principalement du minute par minute que nuestrociclismo.com réalise sur les championnats. Campeonato Panamericano de Ciclismo - CRI

### 8 mai: les courses en ligne
La course en ligne des championnats se déroule le 8 mai sur un circuit développant 15,5 km. Le parcours à effectuer se situe dans la municipalité de Rionegro. Les hommes le parcourront onze fois (soit 170,5 km), les femmes six fois (soit 93 km). Le point culminant du parcours se situe à 2 144 m, le point le plus bas à 2 088 m. À chaque tour, ils auront à grimper deux côtes, l'une de 3 % et une autre de 4 %, situées toutes les deux dans la première moitié du circuit. le tracé initial a été, lui aussi, modifié puisqu'il était prévu un parcours de 14 km dans les rues de Medellín.
| Image externe |                                                  |
|               | Hughes et García dans leur échappée victorieuse. |

À 8 heures 30 locales, les 61 engagées de 19 pays prennent le départ de la course en ligne (Íngrid Drexel ne se présentant pas). Respectant une tactique mise au point par l'encadrement de la sélection canadienne, Clara Hughes s'échappe en compagnie d'Evelyn García, au bout d'à peine un quart d'heure de course. L'écart augmente progressivement. À mi-course, il est de 1 min 37 s sur un peloton emmené par les Américaines, malgré de sévères crampes pour Hughes. Au cinquième tour, elles ont maintenant 4 min 36 s d'avance. Dans l'ultime tour, Hughes se débarrasse de la Salvadorienne et remporte le doublé contre-la-montre/course en ligne de ces championnats 2011. García arrive avec 1 min 18 s de retard et s'empare de la médaille d'argent. Le peloton arrive avec 6 min 53 s de retard sur la Canadienne. Vingt-neuf concurrentes se disputent la médaille de bronze au sprint. Celui-ci est remporté par Theresa Cliff-Ryan, devant Joëlle Numainville, la championne 2009.  
À midi (avec un retard de trente minutes sur l'horaire prévu), 132 candidats au titre de 27 pays sont au départ. Cinq engagés de dernière minute ont été rajoutés, mais Ramón Carretero, Javier Ríos du Panamá et le Colombien Daniel Jaramillo ne prennent pas le départ pour pouvoir s'aligner à la Vuelta de la Juventud qui commence ce même jour. Avec l'absence des médaillés d'or et d'argent du contre-la-montre, la compétition des moins de 23 ans en est décapitée. Après de nombreuses tentatives d'échappées, dans le septième tour, un groupe de huit coureurs se forme à l'avant. Ces huit concurrents ne seront plus rejoints. Quatre Colombiens en font partie. Dans le dernier tour, Luis Felipe Laverde attaque dans une bosse et fait exploser le groupe, seuls Gregory Panizo et Gonzalo Garrido peuvent le suivre. Au sprint, le Brésilien règle ses deux derniers adversaires. Une polémique surgit rapidement quant à la supériorité numérique de la sélection locale et à son faible résultat final. La sélection auriverde réalise le doublé puisque Gideoni Monteiro remporte le classement espoir comme trois ans auparavant.
Le résumé des courses en ligne est tiré principalement du minute par minute que nuestrociclismo.com réalise sur les championnats. Campeonato Panamericano de Ciclismo - Prueba de Fondo

## Tableau des médailles
57 médailles ont été distribuées lors des compétitions sur piste. 18 médailles ont été décernées en cyclisme sur route. Soit un total de 75 médailles.
| Rang  | Nation            | Or | Argent | Bronze | Total |
| ----- | ----------------- | -- | ------ | ------ | ----- |
| 1     | Colombie          | 8  | 7      | 5      | 20    |
| 2     | Cuba              | 6  | 2      | 3      | 11    |
| 3     | Venezuela         | 3  | 4      | 3      | 10    |
| 4     | Chili             | 2  | 4      | 2      | 8     |
| 5     | Canada            | 2  | 2      | 1      | 5     |
| 6     | Brésil            | 2  | 0      | 0      | 2     |
| 7     | Argentine         | 1  | 1      | 2      | 4     |
| 8     | Panama            | 1  | 0      | 0      | 1     |
| 9     | États-Unis        | 0  | 4      | 6      | 10    |
| 10    | Salvador          | 0  | 1      | 0      | 1     |
| 11    | Mexique           | 0  | 0      | 2      | 2     |
| 12    | Trinité-et-Tobago | 0  | 0      | 1      | 1     |
| Total | Total             | 25 | 25     | 25     | 75    |

## Bilan sportif
La Colombie a terminé en tête du bilan par nation, comme chaque année depuis 2007. 
La Colombie a terminé avec 8 médailles d'or devant les Cubains, 6.
Ces deux nations ont capitalisé, à elles seules, 14 des 25 médailles d'or en jeu. Huit nations ont obtenu au moins une médaille d'or et pas moins de douze sélections nationales ont remporté au moins une médaille. 
Au niveau individuel, Lisandra Guerra a terminé les championnats avec trois médailles d'or et une de bronze. Hersony Canelón, Edwin Ávila, Fabián Puerta et Marlies Mejías ont remporté trois médailles chacun. En cyclisme sur route, chez les femmes, Clara Hughes a remporté les deux médailles d'or en jeu. 
En comptabilisant les médaillés par équipes, 70 compétiteurs furent honorés d'une médaille au moins lors de cette compétition.